# Список национальных парков Анголы
В Анголе находится 8 национальных парков. Всего же в Анголе около 15 охраняемых природных территорий.
К 1974 году в стране насчитывалось около десяти заповедных зон шесть из них имели статус национального парка.
Национальные парки Анголы, как и другие охраняемые территории, долгое время практически не управлялись. Официально существовало Национальное управление по охране природы (National Directorate for the Conservation of Nature), которое не осуществляло своих функций. Декретом 41/89 от июля 1989 года официальное управление и охраной дикой природой перешло к Forestry Development Institute (IDF), который являлся частью Ministry of Agriculture and Rural Development. Однако, все эти организации работали в столице страны и только на территории национального парка Кисама был полевой лагерь.
В настоящее время в трёх национальных парках восстановлены административные корпуса, ещё один способен принимать туристов.

## Национальные парки
| № | Название                       | Оригинальное название                                              | Площадь, км² | Дата основания | Изображение |
| - | ------------------------------ | ------------------------------------------------------------------ | ------------ | -------------- | ----------- |
| 1 | Национальный парк Кангандала   | порт. Parque Nacional da Cangandala                                | 600          | 1970           |             |
| 2 | Национальный парк Кисама       | порт. Parque Nacional do Quiçama, либо Parque Nacional da Quissama | 9960         | 1957           |             |
| 3 | Национальный парк Камея        | порт. Parque Nacional da Cameia                                    | 14 450       | 1938           |             |
| 4 | Национальный парк Мупа         | порт. Parque Nacional da Mupa                                      | 6600         | 1964           |             |
| 5 | Национальный парк Бикаури      | порт. Parque Nacional do Bicuar                                    | 7900         | 1964           |             |
| 6 | Национальный парк Иона         | порт. Parque Nacional de lona                                      | 15 150       | 1964           |             |
| 7 | Национальный парк Луенже-Луяна | англ. National Park Luengue-Luiana                                 | 22 610       | 1966           |             |
| 8 | Национальный парк Мавинга      | англ. National Park Mavinga                                        | 5950         | 1966           |             |